# Домовый гриб
Домо́вые грибы — грибы отдела базидиомицеты, семейств афиллофоровых и кониофоровых грибов, характерным для которых являются разрушение древесины при её повышенной влажности преимущественно в условиях отапливаемых помещений. К домовым грибам относятся около 50 видов из 8 родов. Некоторые из домовых грибов:
- домо́вый гриб настоящий, или серпула плачущая (лат. Serpula lacrymans) — наиболее вредоносный из домовых грибов, встречается только в постройках, к полному разрушению построек может привести за 0,5-1 год;
- белый домовый гриб, или антродия (лат. Anthrodia sinuosa) — по опасности не уступает настоящему домовому грибу;
- малый домовой гриб, или серпула малая (лат. Serpula minor);
- плёнчатый домовой гриб, или кониофора колодезная (лат. Coniophora puteana);
- пластинчатый домовой гриб, или шахтный гриб (лат. Tapinella panuoides);
- кориолеллюс рядовой
- и т. д[4].

Домовой гриб настоящий, синонимы: домо́вая гу́бка, гниль, ноздревик-разрушитель, домашний или древесный гриб; лат. Merulius destruens Pers., лат. Merulius vasitator Tode. См. ниже «Названия домового гриба»
Поселяется на мёртвом (срубленном) дереве, особенно опасен при появлении в постройках. Раз поселившись, гриб в состоянии быстро разрушить деревянную конструкцию.

## Среда обитания
Домовый гриб в высокой степени обладает способностью, свойственной грибам вообще, развивать обильную грибницу в условиях, не благоприятствующих плодоношению. Такими условиями являются влажность, спёртый, стоячий воздух и отсутствие света. В этих условиях гриб быстро и обильно развивается в бесплодной форме (её прежде называли Himantia Link) и энергично ведёт дело разрушения.
Чаще всего гриб развивается в тёмных, душных и влажных погребах и подвалах, у основания балок, на нижней поверхности досок пола, непосредственно покоящегося на влажной почве.
Сначала на дереве замечаются лишь маленькие белые точки, постепенно сливающиеся в слизистые пятна или нежно-шерстистые налёты; потом образуется серебристое, похожее на паутину, сплетение. Оно все более и более разрастается и расстилается по поверхности дерева, становится более толстым, листоватым и приобретает пепельно-серый цвет и шелковистый блеск.
От краёв гриба отходят тонкие нити в отроги, переползающие в поисках пищи через мельчайшие отверстия и трещины в каменных стенах из одной части дома в другую. В некоторых случаях разрушительная работа гриба может обусловить собой падение всего дома.
Иногда на помощь Домовому грибу настоящему являются и другие грибы: лат. Polyporus vaporarius, лат. Polyporus destructor и другие.
Домовый гриб нападает главным образом на хвойные породы, но и лиственные (например, дуб) от него не застрахованы.

## Влияние на древесину

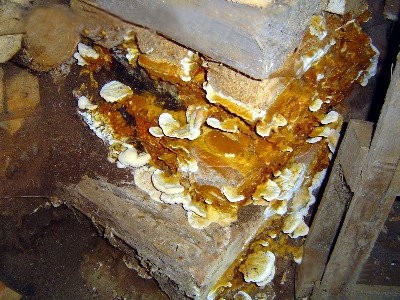
Стена дома, повреждённая домовым грибом

По исследованиям Р. Гартига, разрушение дерева происходит отчасти вследствие выделения грибом особых ферментов, растворяющих органические вещества дерева на значительном расстоянии от грибных гиф и превращающих их в удобоусвояемую грибом форму, отчасти вследствие растворения зольных составных частей (Aschenbestandtheile) клеточных оболочек в местах непосредственного соприкосновения последних с гифами.
По мере разрушения, дерево все более и более буреет и постепенно превращается в труху; мягкое в свежем состоянии, оно становится, высохшим, хрупким, ломким. Особенно легко разрушается домовым грибом пол, выкрашенный масляной краской, так как нижняя сторона такого пола защищена от света и от высыхания.
Присутствие Merulius lacrymans в таких случаях узнаётся по рассеянным на верхней поверхности чёрным пятнышкам. Если же дерево выкрашено клеевой краской, то на поверхности его появляются отдельные пушистые участки желтоватого цвета.
Древесина, заражённая домовым грибом, издаёт при постукивании глухой звук, и легко ломается при надавливании. Пораженное дерево становится чрезвычайно гигроскопичным и жадно, как губка, поглощает воду. Таким путём вода может передаваться снизу в различные, часто весьма отдалённые части здания, а так как и сам мицелий обладает способностью легко проводить воду и отдавать её сухому дереву, то самые сухие комнаты гриб может сделать сырыми и непригодными для жилья.
Ко всему этому нужно присоединить ещё и то, что разлагающиеся и гниющие плодовые тела гриба издают чрезвычайно неприятный характерный запах, вредный для здоровья[прояснить].
Содержание воды в домовом грибе достигает, по анализам Гёпперта и Полека (Poleck) — 48 и до 68 %. Плодовые тела Домового гриба настоящего образуются лишь там, где мицелий через щель или трещину выходит на свет и свежий воздух. Плодовые тела пластинчатые, широкие, в основном тарелкообразные, иногда до метра величиной, мясистой кожистой консистенции, сначала белые, потом местами красновато-жёлтые, под конец ржаво-бурые; сверху они покрыты червеобразно извивающимися складками (на них находятся споры), снизу волокнисто-бархатистые со вздутыми, как бы воблочными краями белого цвета. По краям плодового тела выступают капли жидкости, сначала прозрачной, потом мутной, молочного цвета (отсюда и видовое название М. lacrymans, то есть плачущий). Коричневые или ржаво-бурые споры эллиптической формы и весьма невелики (0,010 — 0,011 мм длины и 0,005 — 0,006 мм ширины). Прорастание спор происходит, по-видимому, лишь в присутствии веществ с щелочной реакцией (аммиак и его соли, углекислое кали и др.), заставляющих разбухать оболочку спор. В том же смысле благоприятствуют прорастанию спор моча, зола, кокс и т. п. вещества, так как они содержат или из них получаются щёлочнореагирующие вещества.

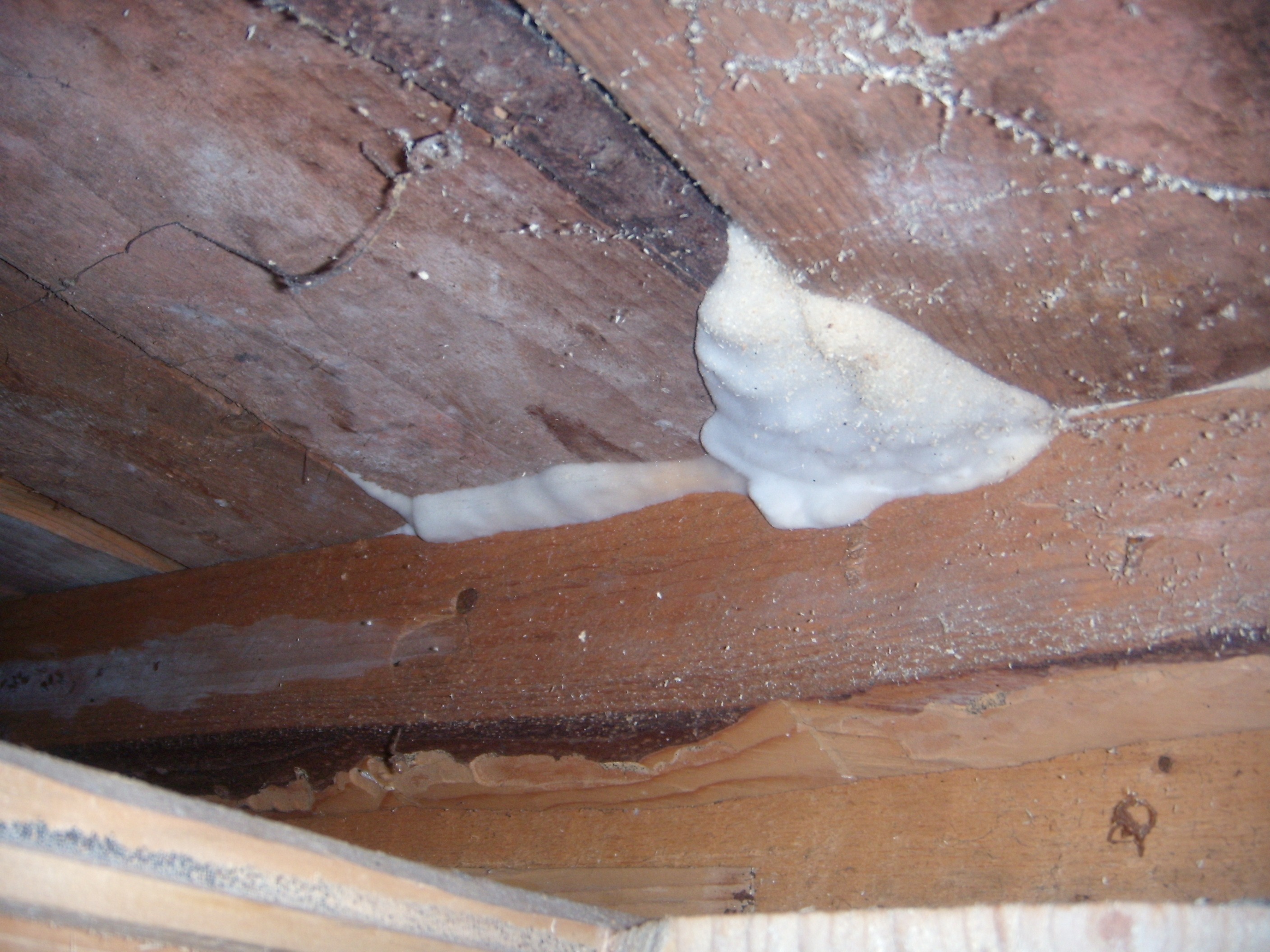
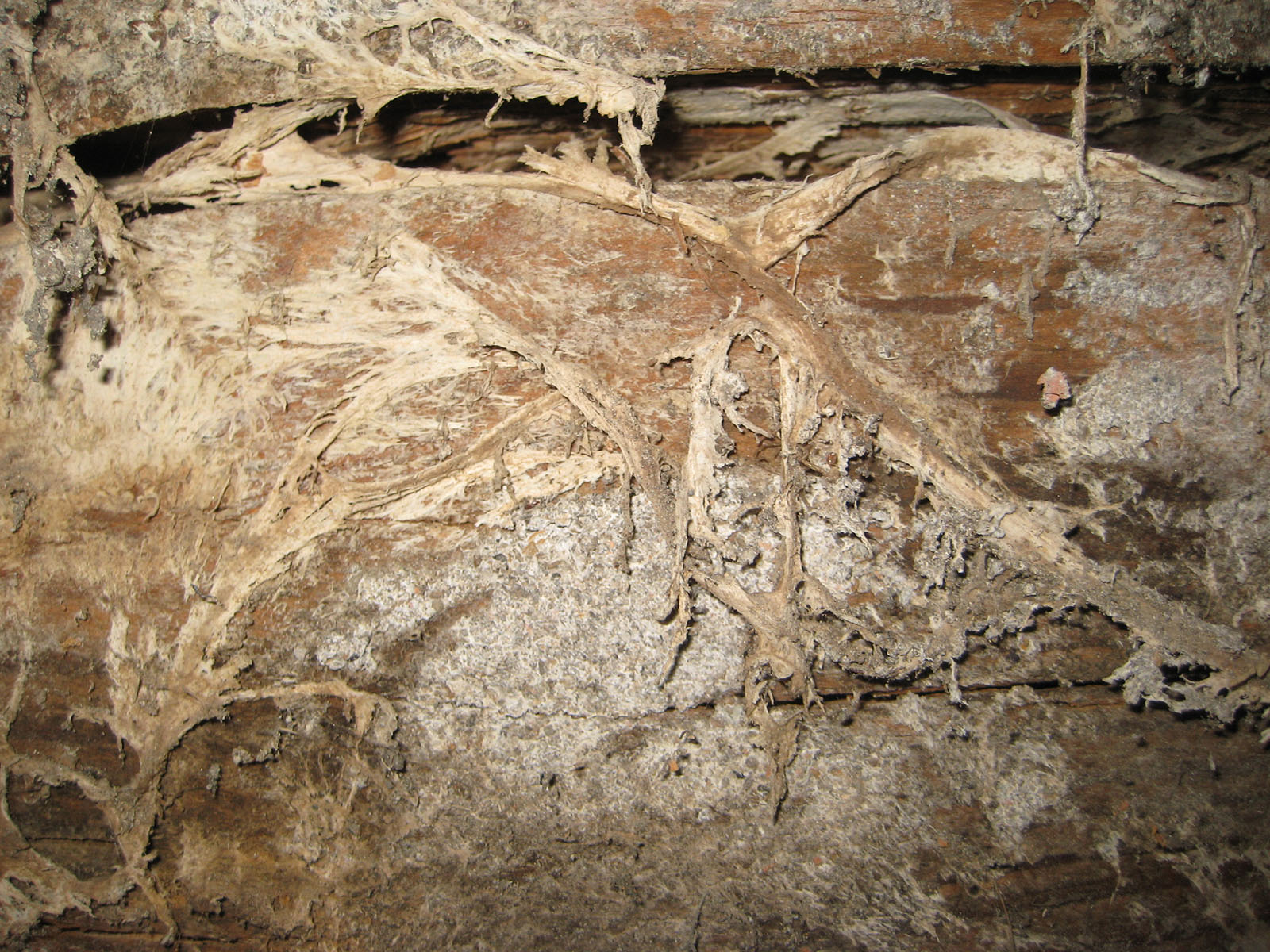
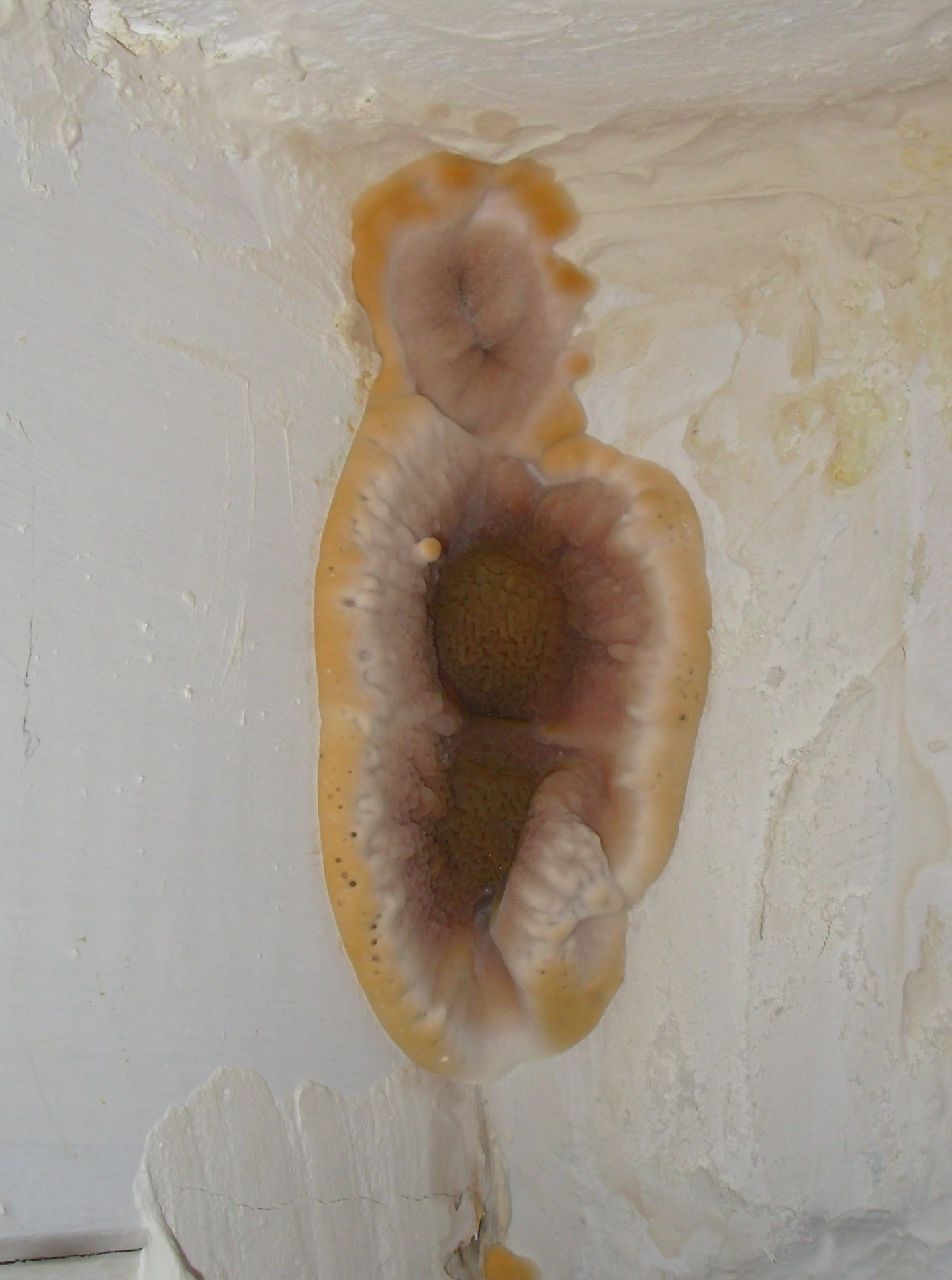
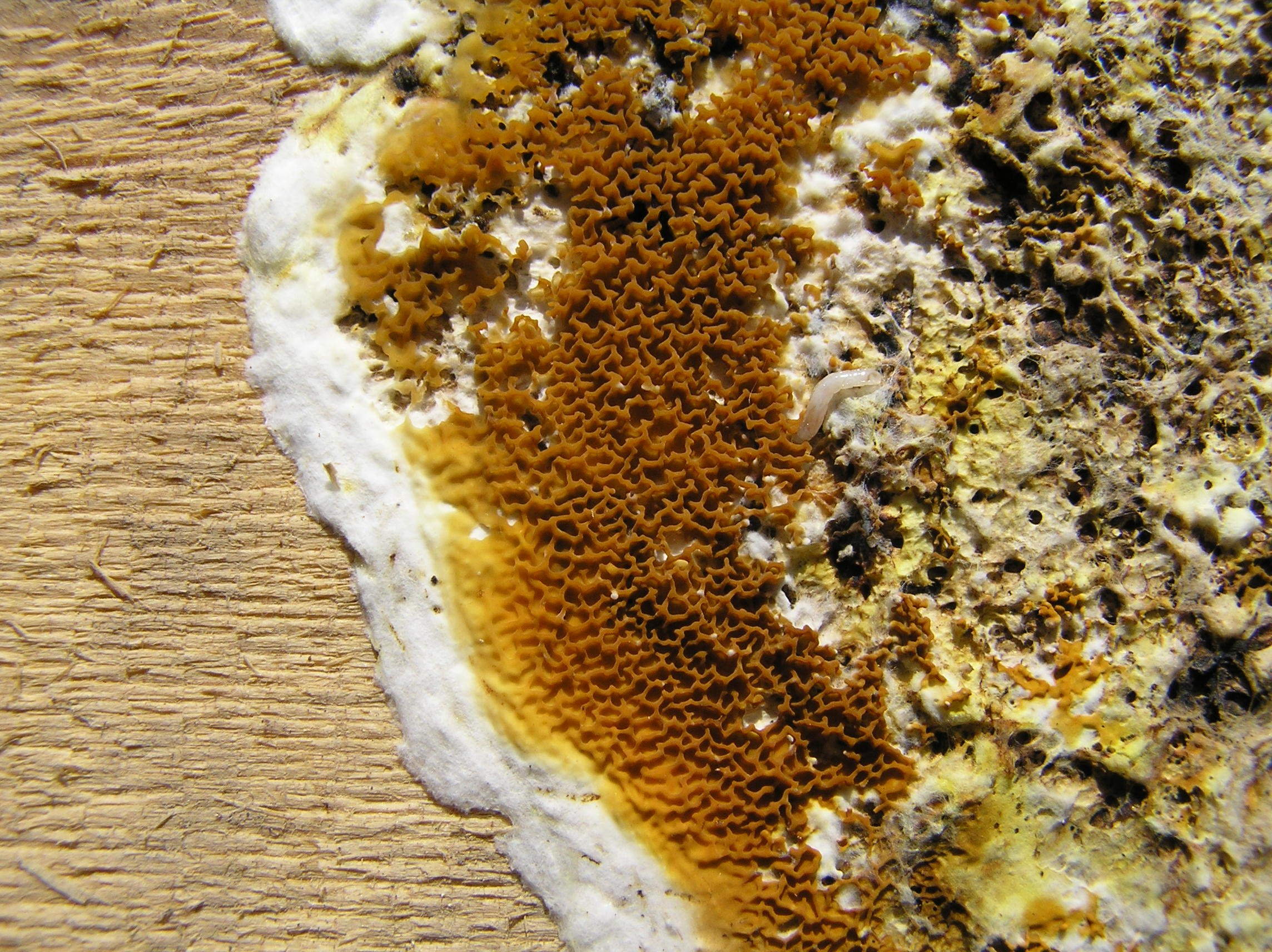
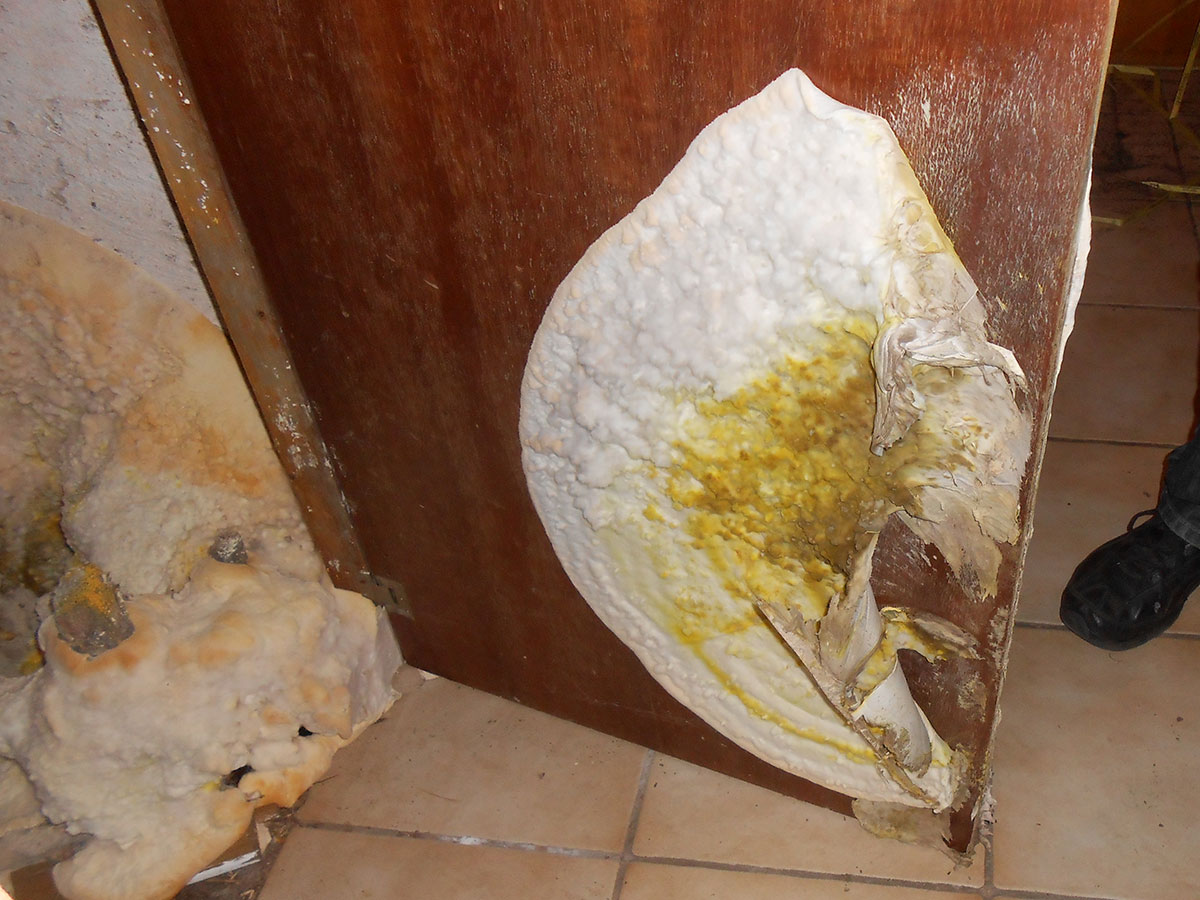

## Меры профилактики
Р. Гартиг предлагает следующие предохранительные меры:
1. Рабочие, окончившие ремонт в зданиях, заражённых домовым грибом, должны все свои инструменты перед дальнейшим их применением возможно тщательно вычистить и вымыть. Сапоги и одежда должны быть также старательно вычищены.
2. Старое дерево, если на нём имеются явные следы поражения домовым грибом, не должно идти на новые постройки. Старое, разрушенное дерево следует по возможности сейчас же по извлечении его при ремонте сжечь. Свежую древесину нельзя складывать рядом с попорченной.
3. Новое строение должно быть защищено от всяческого загрязнения его рабочими. Отхожие места должны быть так устроены, чтобы не последовало загрязнения новой постройки косвенным путём.
4. Для подушки под пол (смазок) следует предпочитать промытый, крупный песок или битый кирпич. Нужно избегать кокса, золы и т. п., равно как и масс, богатых гумусом и вообще сырых.
5. Дерево для построек должно быть сухим, насколько возможно.
6. Новое здание должно достаточно просохнуть. Окраску полов масляной краской производить как можно позже.
7. Полы не должны вплотную прилегать к стенам.
8. Следует обратить особенное внимание на устройство правильной тяги воздуха в нижних помещениях и под полом.
9. Соблюдать чистоту и не допускать, чтобы вода и нечистоты (в прачечных, ванных и т. п.) попадали под пол.

## Меры борьбы
Из словаря Брокгауза и Эфрона: "Для истребления уже появившегося домового гриба предлагалось и предлагается немало средств; но, к сожалению, ни одно из них не может считаться радикальным. Удовлетворительные результаты получил немецкий лесовод XIX века Г. Л. Гартиг, пропитывая куски дерева креозотом или так называемым карболинеумом (Carbolineum).
Профессор Сорокин рекомендует обмазывание обыкновенным дёгтем; другие исследователи указывают на петролеум, как на хорошее средство.
Пока гриб не особенно распространился, с успехом можно применить тщательное вырезание повреждённых кусков и замену их новыми".
В настоящее время для борьбы с домовым грибом чаще всего используются разнообразные фунгицидные пропитки. Однако они в той или иной степени токсичны для людей и теплокровных животных, и должны с большой осторожностью применяться внутри жилых помещений.
Перспективным и экологически чистым методом борьбы с домовым грибом может служить регулярное кварцевание помещений. Жесткое ультрафиолетовое облучение убивает мицелий и споры гриба.

## Названия гриба
Названия гриба отражают его способность активно разрушать инфицированную древесину: ноздревик-разрушитель нем. Hausschwamm, фр. Merule pleureur, англ. Dry rot (сухая гниль).